# 2019年阿尔巴尼亚地震

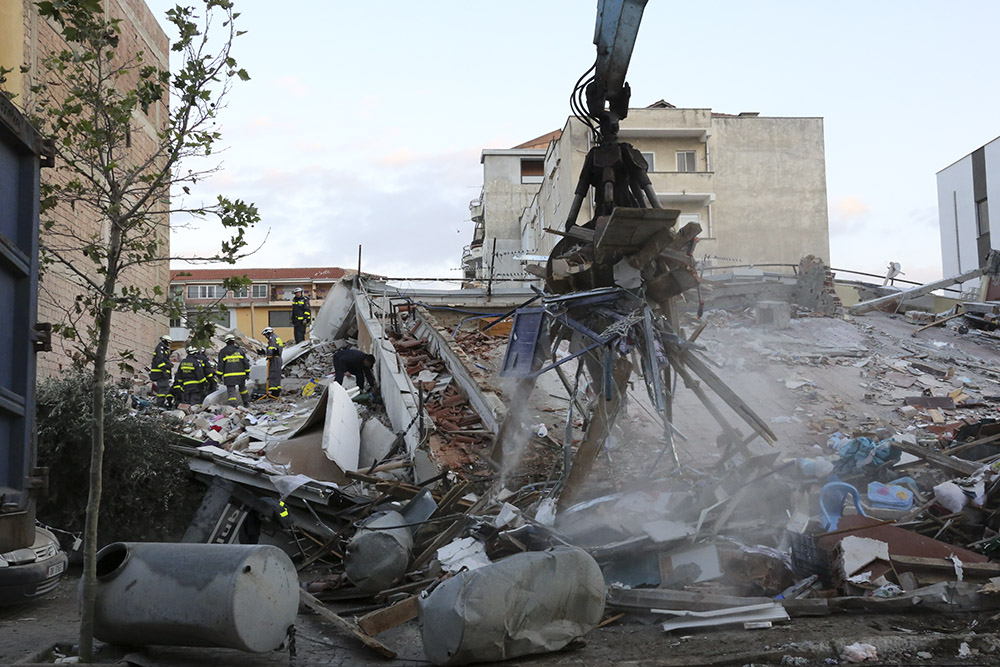
2019年阿尔巴尼亚地震於都拉斯造成災情

2019年阿尔巴尼亚地震發生於欧洲中部时间2019年11月26日3點54分，震中位於阿爾巴尼亞马穆拉斯西南12公里，震级为MW 6.4級 。在阿爾巴尼亞首都地拉那、意大利塔蘭托、塞爾維亞首都貝爾格萊德等地皆有震感 。該次地震導致至少51人死亡，3000多人受傷，這是阿爾巴尼亞四十年來最大地震，亦為2019年死亡人數最多的地震。

## 構造背景
阿尔巴尼亚位於歐亞大陸板塊与亞德里亞海板塊交汇點，阿尔巴尼亚西部的地質構造以逆冲构造为主。该地区地震活跃，在最近百年就有數次6級以上地震。在黑山與阿爾巴尼亞交界處发生的6.9級1979年黑山地震，就曾造成黑山和阿尔巴尼亚共135人丧生。

## 破壞
靠近震中的阿爾巴尼亞港口城市都拉斯和Kodër-Thumanë損失嚴重，數百幢房屋倒塌，大量人員被困廢墟中。在数百幢建筑物被摧毁之后，许多人被困在废墟中。

## 後果
阿爾巴尼亞和科索沃宣佈11月27日為全国哀悼日，都拉斯和地拉那則進入緊急狀態。